# Мухаммед Фавзи (футболист)
Мухаммед Фавзи (араб. محمد فوزي‎; 22 февраля 1990 года, Рас-эль-Хайма) — эмиратский футболист, играющий на позиции защитника. Ныне выступает за эмиратский клуб «Аль-Джазира».

## Клубная карьера
Мухаммед Фавзи начинал свою карьеру футболиста в клубе «Аль-Ахли». Летом 2010 года он перешёл в «Бани Яс». 13 декабря 2010 года Фавзи забил свой первый гол за «Бани Яс» в чемпионате ОАЭ, доведя счёт до крупного в гостевом поединке против  «Шарджи».
Летом 2014 года Мухаммед Фавзи стал игроком команды «Аль-Айн», а спустя два года — в «Аль-Джазиру».

## Карьера в сборной
28 июля 2011 года Мухаммед Фавзи дебютировал в составе сборной ОАЭ в гостевом матче отборочного турнира чемпионата мира 2014 года против команды Индии, выйдя на замену. Он также принимал участие в матчах Кубка наций Персидского залива 2013 и 2014 годов, отборочных турниров Кубка Азии 2015 и чемпионата мира 2018 года.

## Достижения
«Аль-Ахли»
- Чемпион ОАЭ (1): 2008/09

 «Аль-Айн»
- Чемпион ОАЭ (1): 2014/15
- Обладатель Суперкубка ОАЭ (1): 2015

 «Аль-Джазира»
- Чемпион ОАЭ (1): 2016/17